# Chief Justice of the Common Pleas

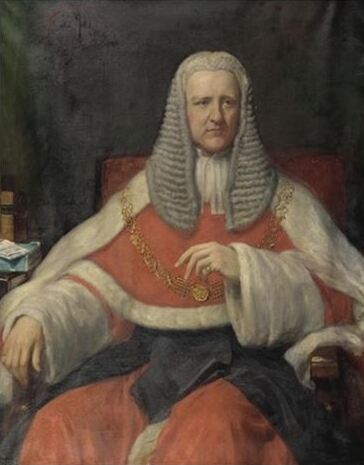
John Coleridge, el último presidente del Tribunal Supremo de Common Pleas

El Chief Justice of the Common Pleas, o Jefe de Justicia de los Pleitos Comunes, desempeñaba un papel vital en el sistema legal inglés hasta finales del siglo XIX. Encabezaba el Tribunal de Primera Instancia, también conocido como Tribunal Común, que tenía competencia sobre una amplia gama de asuntos legales, desde litigios civiles hasta penales de menor importancia. Este cargo lo situaba como una de las figuras judiciales más destacadas en Inglaterra, solo superado por el Lord Canciller y el Lord Presidente del Tribunal Supremo de Inglaterra.
Sin embargo, con la promulgación de la Ley de la Judicatura de 1875, el Tribunal de Pleitos Comunes fue reducido a la División de Pleitos Comunes, y el papel del Jefe de Justicia de los Pleitos Comunes perdió relevancia. Esta ley reorganizó el sistema judicial inglés y consolidó el poder judicial en el Tribunal Superior de Justicia. Como resultado, el Chief Justice of the Common Pleas ya no tenía la misma prominencia que anteriormente.
El último individuo en ocupar este cargo fue Lord Coleridge, quien posteriormente fue nombrado Jefe de Justicia de Inglaterra en 1881. La fusión de la División de Pleitos Comunes y la División del Banco de la Reina bajo el liderazgo del Jefe de Justicia de Inglaterra marcó el final de la era en la que el Jefe de Justicia de los Pleitos Comunes era una figura destacada en el sistema legal inglés.
Esta reestructuración del sistema judicial inglés bajo la Ley de la Judicatura de 1875 tuvo un impacto significativo en la administración de justicia en Inglaterra. Si bien centralizó el poder judicial y simplificó el sistema legal, también significó el fin de una era en la que el Chief Justice of the Common Pleas tenía una posición prominente en el sistema legal.

## Historia
Inicialmente, el cargo de juez presidente del tribunal de primera instancia no era un nombramiento; entre los jueces que servían en el tribunal, uno se ganaba más respeto que sus colegas y, por lo tanto, era considerado el juez "principal". El Chief Justice of the Common Pleas, o Jefe de Justicia de los Pleitos Comunes, tiene una historia rica y relevante en el sistema legal inglés. El cargo se remonta a la época medieval y se estableció como una figura clave en el sistema judicial inglés durante siglos. Originalmente, el Chief Justice of the Common Pleas encabezaba el Tribunal de Pleitos Comunes, uno de los cuatro tribunales de derecho común en Inglaterra. Este tribunal tenía competencia sobre una amplia gama de asuntos legales, incluidos los litigios civiles y penales de menor importancia.
A lo largo de los años, el Chief Justice of the Common Pleas desempeñó un papel crucial en la administración de justicia en Inglaterra. Era responsable de presidir el tribunal, dirigir los procedimientos judiciales y pronunciar sentencias en una variedad de casos legales. Además, el Chief Justice of the Common Pleas a menudo participaba en la elaboración de decisiones legales importantes que sentaban precedentes para el sistema legal inglés.
Sin embargo, con el paso del tiempo y los cambios en el sistema judicial, el papel del Chief Justice of the Common Pleas fue evolucionando. La promulgación de la Ley de la Judicatura de 1875 marcó un hito importante en la historia del cargo. Esta ley reorganizó el sistema judicial inglés y consolidó el poder judicial en el Tribunal Superior de Justicia. Como resultado, el Tribunal de Pleitos Comunes fue reducido a la División de Pleitos Comunes, y el papel del Chief Justice of the Common Pleas perdió relevancia.
A pesar de su declive gradual, el legado del Chief Justice of the Common Pleas perdura en la historia legal de Inglaterra. Su influencia y contribuciones al sistema judicial inglés siguen siendo reconocidas hasta el día de hoy, y su papel como una figura destacada en la administración de justicia en Inglaterra es parte integral de la historia legal del país.
Cuando el Lord Chief Justice y el Chief Baron murieron en 1880, las tres divisiones de derecho común (Queen's Bench, Exchequer y Common Pleas) se fusionaron, y John Coleridge, el Chief Justice of the Common Pleas, se convirtió en Lord Chief Justice, y los cargos de Chief Justice of the Common Pleas y Chief Baron fueron abolidos.

## Chief justices of the Common Pleas
Sir Edward Coke es recordado como uno de los juristas más destacados de su tiempo, cuyas sentencias sentaron importantes precedentes en el derecho corporativo y de competencia. 
Su legado incluye la afirmación del principio de que ninguna persona está por encima de la ley, así como la consolidación de la revisión judicial como un mecanismo crucial para garantizar la legalidad de las acciones del gobierno y proteger los derechos individuales de los ciudadanos. 
Por otro lado, Sir Orlando Bridgeman es conocido por presidir el juicio a los Regicidas de Carlos I, un acontecimiento trascendental en la historia británica que marcó el fin de la monarquía absoluta y estableció importantes precedentes legales en cuanto a la responsabilidad y el castigo por crímenes contra el Estado. Su papel como juez en este juicio histórico lo consagra como una figura emblemática en la transición de la monarquía absoluta hacia un sistema más equilibrado de gobierno.

### SigloXIII
Este registro detalla una serie de individuos que ocuparon el cargo de Juez Principal en un período que abarca desde 1190 hasta 1301. Comienza con Simón de Pattishall, cuyo mandato se extiende desde 1190 hasta 1214, seguido por Martín de Pattishall, quien se jubiló en 1229. Destacan casos como el de Sir Thomas Moulton, quien renunció en 1233 para emprender viajes, y William de Raley, nombrado Juez Principal en 1233. Sin embargo, este relato no solo documenta éxitos profesionales, sino también dificultades, como el caso de Henry of Bath, quien fue destituido por corrupción en 1249. A lo largo de este período, los jueces principales se enfrentaron a desafíos y cambios, reflejados en sus renuncias, jubilaciones y en casos extremos, destituciones y fallecimientos.
| Nombre                   | Período   | Período   | Motivo de la rescisión            |
| ------------------------ | --------- | --------- | --------------------------------- |
| Simón de Pattishall      | 1190–1214 | 1190–1214 | Fallecimiento                     |
| Martín de Pattishall     | 1217–1229 | 1217–1229 | Jubilado                          |
| Sir Thomas Moulton       | 1229–1233 | 1229–1233 | Renunció para viajar              |
| William de Raley         | 1233–1234 | 1233–1234 | Nombrado Juez Principal           |
| Sir Thomas Moulton       | 1234–1236 | 1234–1236 | Jubilado                          |
| Robert of Lexinton       | 1236–1244 | 1236–1244 | Jubilado                          |
| Henry of Bath            | 1245–1249 | 1245–1249 | Removido por corrupción           |
| Roger of Thirkleby       | 1249–1256 | 1249–1256 | Reemplazado                       |
| Henry of Bath            | 1256–1258 | 1256–1258 | Jubilado                          |
| Roger of Thirkleby       | 1258–1260 | 1258–1260 | Fallecimiento                     |
| Sir Gilbert of Preston   | 1260–1267 | 1260–1267 | Resignado                         |
| Sir Martin of Littlebury | 1267–1272 | 1267–1272 | Reemplazado                       |
| Sir Gilbert of Preston   | 1272–1274 | 1272–1274 | Fallecimiento                     |
| Roger of Seaton          | 1274–1278 | 1274–1278 | Jubilado                          |
| Sir Thomas Weyland       | 1278–1289 | 1278–1289 | Destituido de su cargo y exiliado |
| Sir Ralph Sandwich       | 1289–1290 | 1289–1290 | Renunció                          |
| John of Mettingham       | 1290–1301 | 1290–1301 | Fallecimiento                     |
| Sir Ralph de Hengham     | 1301–1309 | 1301–1309 | Reemplazado                       |
| Sir William Bereford     | 1309–1326 | 1309–1326 | Fallecimiento                     |
| Hervey de Stanton        | 1326      | 1326      | No reelegido por Eduardo III      |
| Sir William Herle        | 1327–1329 | 1327–1329 | Resignado                         |
| Sir John Stonor          | 1329–1331 | 1329–1331 | No reelegido por Eduardo III      |
| Sir William Herle        | 1331–1333 | 1331–1333 | Resignado                         |
| Sir Henry le Scrope      | 1333      | 1333      | Reemplazado                       |
| Sir William Herle        | 1333–1335 | 1333–1335 | Jubilado                          |
| Sir John Stonor          | 1335–1341 | 1335–1341 | Reemplazado                       |
| Sir Roger Hillary        | 1341–1342 | 1341–1342 | Reemplazado                       |
| Sir John Stonor          | 1342–1354 | 1342–1354 | Jubilado                          |
| Sir Roger Hillary        | 1354–1356 | 1354–1356 | Fallecimiento                     |
| Sir Robert Thorpe        | 1356–1371 | 1356–1371 | Nombrado Lord Canciller           |
| Sir William Fyncheden    | 1371–1374 | 1371–1374 | Fallecimiento                     |
| Sir Robert Bealknap      | 1374–1388 | 1374–1388 | Exiliado                          |
| Sir Robert Charleton     | 1388–1395 | 1388–1395 | Fallecimiento                     |
| William Thirning         | 1396–1413 | 1396–1413 | Fallecimiento                     |
| Richard Norton           | 1413–1420 | 1413–1420 | Fallecimiento                     |
| Sir William Babington    | 1423–1436 | 1423–1436 | Jubilado                          |

### Entre el 1436 - 1545
| Sir John Juyn        | 9 de febrero de 1436     | 20 de enero de 1439      | Nombrado Presidente del Tribunal |
| John Cottesmore      | 20 de enero de 1439      | 29 de agosto de 1439†    | Fallecimiento                    |
| Sir Richard Newton   | 17 de septiembre de 1439 | 13 de diciembre de 1448† | Fallecimiento                    |
| Sir John Prysot      | 16 de enero de 1449      | 1461†                    | Fallecimiento                    |
| Sir Robert Danby     | 11de mayo 1461           | 1471                     | No fue reasignado por Eduardo IV |
| Sir Thomas Bryan     | 1471                     | 14 de agosto de 1500†    | Fallecimiento                    |
| Sir Thomas Wode      | 28 de octubre de 1500    | 31 de agosto de 1502†    | Fallecimiento                    |
| Sir Thomas Frowyk    | 30 de septiembre de 1502 | 7 de octubre de 1506†    | Fallecimiento                    |
| Sir Robert Rede      | 1506                     | 7 de enero de 1519†      | Fallecimiento                    |
| Sir John Ernley      | 27 de enero de 1519      | 22 de abril de 1520†     | Fallecimiento                    |
| Sir Robert Brudenell | 23 de abril de 1520      | 22 de noviembre de 1530  | Jubilado                         |
| Sir Robert Norwich   | 22 de noviembre de 1530  | Abril de 1535†           | Fallecimiento                    |
| Sir John Baldwin     | 19 de abril de 1535      | 24 de octubre de 1545†   | Fallecimiento                    |

### Entre el siglo 1545 - 1880
| Retrato | Nombre                                         | Período                  | Período                  | Motivo de la rescisión |
| ------- | ---------------------------------------------- | ------------------------ | ------------------------ | --- |
|         | Sir Edward Montagu                             | 6 de noviembre de 1545   | 1553                     | Jubilado |
|         | Sir Richard Morgan                             | Septiembre de 1553       | 1554                     | Remplazado después de volverse loco |
|         | Sir Robert Broke                               | 1554                     | 6 de septiembre de 1558† | Fallecimiento |
|         | Sir Anthony Browne                             | 5 de octubre de 1558     | Enero de1559             | Nombrado juez del Queen's Bench |
|         | Sir James Dyer                                 | Enero de 1559            | 24 de marzo de 1582†     | Fallecimiento |
|         | Sir Edmund Anderson                            | 2 de mayo de 1582        | 1 de agosto de 1605†     | Fallecimiento |
|         | Sir Francis Gawdy                              | Agosto de 1605           | 15 de diciembre de 1605† | Fallecimiento |
|         | Sir Edward Coke                                | 30 de junio de 1606      | 25 de octubre de 1613    | Nombrado Jefe de Justicia del Tribunal del Rey |
|         | Sir Henry Hobart, Bt                           | 26 de noviembre de 1613  | 29 de diciembre de 1625† | Fallecimiento |
|         | Sir Richard Hutton                             | Diciembre de 1625        | Noviembre de 1636        | Juez Presidente Interino |
|         | Sir Thomas Richardson                          | 22 de noviembre de 1626  | Octubre de 1631          | Nombrado Juez Presidente del Tribunal del Rey. |
|         | Sir Robert Heath                               | Octubre de 1631          | 13 de septiembre de 1634 | Despedido |
|         | Sir John Finch                                 | 16 de octubre de 1634    | 1640                     | Nombrado Guardián del Gran Sello. |
|         | Sir Edward Littleton                           | 27 de enero de 1640      | 18 de enero de 1641      | Nombrado Guardián del Gran Sello. |
|         | Sir John Bankes                                | 29 de enero de 1641      | 28 de diciembre de 1644† | Fallecimiento |
|         | Sir Oliver St John                             | 1 de octubre de 1648     | 1660                     | Excluido de cargos públicos tras la Restauración. |
|         | Sir Orlando Bridgeman, Bt                      | 22 de octubre de 1660    | Mayo de 1668             | Nombrado Guardián del Gran Sello. |
|         | Sir John Vaughan                               | 23 de mayo de 1668       | 10 de diciembre de 1674† | Fallecimiento |
|         | Sir Francis North                              | 23 de enero de 1675      | 20 de diciembre de 1682  | Nombrado Guardián del Gran Sello. |
|         | Sir Francis Pemberton                          | Enero de 1683            | Septiembre de 1683       | Despedido |
|         | Sir Thomas Jones                               | 29 de septiembre de 1683 | 21 de abril de 1686      | Despedido |
|         | Sir Henry Bedingfield                          | 21 de abril de 1686      | 6 de febrero de 1687†    | Fallecimiento |
|         | Sir Robert Wright                              | 13 de abril de 1687      | 18 de abril de 1687      | Intercambiado con Edward Herbert por el cargo de Jefe de Justicia del Tribunal del Rey.                                                                                             |
|         | Sir Edward Herbert                             | 18 de abril de 1687      | 1689                     | Despedido después de huir a Irlanda con Jacobo II de Inglaterra |
|         | Sir Henry Pollexfen                            | 6 de mayo de 1689        | 15 de junio de 1691†     | Fallecimiento |
|         | Sir George Treby                               | 30 de abril de 1692      | 13 de diciembre de 1700† | Fallecimiento |
|         | Sir Thomas Trevor (Lord Trevor from 1712)      | 5 de julio de 1701       | 14 de octubre de 1714    | No fue reconfirmado por Jorge I. |
|         | Sir Peter King                                 | 27 de octubre de 1714    | 1 de junio de 1725       | Nombrado Canciller del Reino. |
|         | Sir Robert Eyre                                | 1725                     | 28 de diciembre de 1735† | Fallecimiento |
|         | Sir Thomas Reeve                               | 26 de enero de 1736      | 19 de enero de 1737†     | Fallecimiento |
|         | Sir John Willes                                | 28 de enero de 1737      | 15 de diciembre de 1761† | Fallecimiento |
|         | Sir Charles Pratt (Lord Camden from 1765)      | Enero de 1762            | 30 de julio de 1766      | Nombrado Canciller del Reino. |
|         | Sir John Eardley Wilmot                        | 20 de agosto de 1766     | 26 de enero de 1771      | Renunció |
|         | Sir William de Grey                            | Enero de 1771            | Junio de 1780            | Renunció |
|         | The Lord Loughborough                          | Junio de 1780            | 28 de enero de 1793      | Nombrado Guardián del Gran Sello |
|         | Sir James Eyre                                 | 11 de febrero de 1793    | 1 de julio de 1799†      | Fallecimiento |
|         | The Lord Eldon                                 | 17 de julio de 1799      | 1801                     | Nombrado Canciller del Reino |
|         | The Lord Alvanley                              | 22 de mayo de 1801       | 19 de marzo de 1804†     | Fallecimiento |
|         | Sir James Mansfield                            | 24 de abril de 1804      | 21 de febrero de 1814    | Renunció |
|         | Sir Vicary Gibbs                               | Febrero de 1814          | Noviembre de 1818        | Renunció |
|         | Sir Robert Dallas                              | Noviembre de 1818        | 1824                     | Jubilado |
|         | The Lord Gifford                               | 9 de enero de 1824       | 5 de abril de 1824       | Nombrado Maestro de los Rollos. |
|         | Sir William Best                               | 15 de abril de 1824      | Junio de 1829            | Jubilado |
|         | Sir Nicholas Conyngham Tindal                  | 9 de junio de 1829       | 6 de julio de 1846†      | Fallecimiento |
|         | Sir Thomas Wilde                               | 6 de julio de 1846       | 15 de julio de 1850      | Appointed Lord Chancellor |
|         | Sir John Jervis                                | 6 de julio de 1850       | 1 de noviembre de 1856†  | Fallecimiento |
|         | Sir Alexander Cockburn, Bt                     | Noviembre de 1856        | 24 de junio de 1859      | Nombrado Presidente del Tribunal de la Reina |
|         | Sir William Erle                               | Junio de 1859            | Noviembre de 1866        | Jubilado |
|         | Sir William Bovill                             | Noviembre de 1866        | 1 de noviembre de 1873†  | Fallecimiento |
|         | Sir John Coleridge (Lord Coleridge desde 1874) | Noviembre de 1873        | 20 de noviembre de 1880  | El tribunal se fusionó con el Tribunal del Banco de la Reina y la Tesorería de Pleas; se convirtió en el primer Lord Chief Justice de una División Unificada del Banco de la Reina. |

## Nobles creados para el Lord Presidente del Tribunal Supremo de Apelaciones Comunes
| Lord Chief Justice       | Título                | Estado actual                      | Other Judicial Roles                               |
| ------------------------ | --------------------- | ---------------------------------- | -------------------------------------------------- |
| Sir Thomas Trevor        | Barón de Trevor       | Extinto el 9 de septiembre de 1824 | Ninguno                                            |
| Sir Peter King           | Barón de King         | Extinto el 31 de enero de 2018     | Lord Canciller Supremo de Gran Bretaña.            |
| Sir Charles Pratt        | Conde de Camden       | Existente                          | Lord Canciller Supremo de Gran Bretaña.            |
| Sir Charles Pratt        | Barón de Camden       | Existente                          | Lord Canciller Supremo de Gran Bretaña.            |
| Sir William de Grey      | Barón de Walsingham   | Existente                          | Ninguno                                            |
| Sir Alexander Wedderburn | Conde de Rosslyn      | Existente                          | Lord High Chancellor of Great Britain              |
| Sir Alexander Wedderburn | Barón de Loughborough | Existente                          | Lord High Chancellor of Great Britain              |
| Sir Alexander Wedderburn | Barón de Loughborough | Extinto el 2 de enero de 1805      | Lord High Chancellor of Great Britain              |
| Sir John Scott           | Conde de Eldon        | Existente                          | Lord High Chancellor of Great Britain              |
| Sir John Scott           | Barón de Eldon        | Existente                          | Lord High Chancellor of Great Britain              |
| Sir Richard Arden        | Barón de Alvanley     | Extinct 24 de junio de 1857        | Maestro de los rollos                              |
| Sir Robert Gifford       | Barón de Gifford      | Existente                          | Maestro de los rollos                              |
| Sir William Best         | Barón de Wynford      | Existente                          | Ninguno                                            |
| Sir Thomas Wilde         | Barón de Truro        | Extinto el 8 de marzo de 1899      | Lord Chief Canciller de Gran Bretaña               |
| Sir John Coleridge       | Barón de Coleridge    | Existente                          | Lord Presidente del Tribunal Supremo de Inglaterra |

## Legado

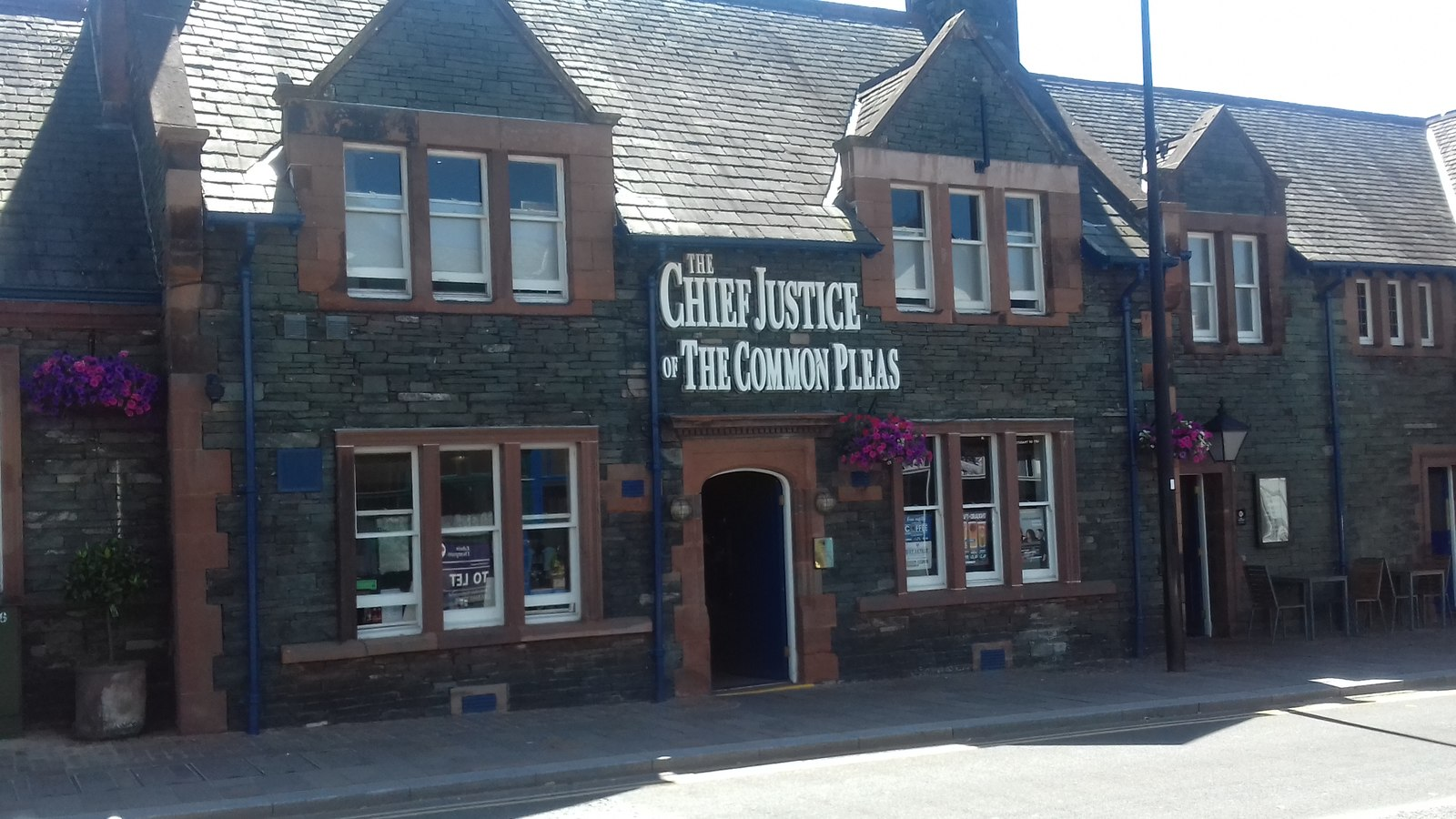
Pub de Wetherspoon en Keswick, Cumbria, lleva el nombre de "Chief Justice of the Common Pleas".

Un pub de Wetherspoon en Keswick, Cumbria, lleva el nombre de "Chief Justice of the Common Pleas", esto se debe a que el edificio actual, construido en 1901, se levanta sobre terrenos que antes eran el sitio de un "workhouse" - fundado en el testamento (fechado en 1642) de Sir John Bankes. 
El edificio actual, que albergaba el juzgado de magistrados y la comisaría del pueblo hasta el año 2000, fue construido junto a la oficina de correos principal del pueblo, la cual fue erigida diez años antes, alrededor de 1890.